# Lardero
Lardero es un municipio de La Rioja que limita con la capital, Logroño. Ha experimentado un gran crecimiento desde el inicio del siglo xxi al haberse convertido en una ciudad residencial cercana a Logroño y junto a otros municipios compone el área metropolitana de Logroño. De acuerdo a las cifras oficiales del INE en 2018 superó los diez mil habitantes.
Históricamente, la actividad principal de Lardero ha sido la agricultura (uva, melocotones, peras, manzanas...). No obstante el crecimiento demográfico ha sido muy importante a principios del siglo XXI, habiendo quedado prácticamente unido a Logroño, ya que los autobuses municipales de esta ciudad entran en Lardero.

## Toponimia
El origen del gentilicio tiene una leyenda digna de mención. Se dice que se les llama así porque la Concatedral de Santa María de la Redonda en Logroño, situada a tan solo 4 km de Lardero se encuentra a la misma altitud que esta villa. Dicha Concatedral estaba poblada por un gran número de cigüeñas que anidaban en sus torres cada año, se dice por tanto que de ahí se origina el nombre de cigüeño.
Actualmente ninguna cigüeña anida en las torres de la basílica o la iglesia. El Ayuntamiento ha hecho intentos para que alguna pareja anidara, pero no ha sido posible, aunque en el pasado sí que siempre había; ese puede ser otro de los orígenes del gentilicio.

## Geografía
Está integrado en la comarca de Logroño, en la Rioja Media, situándose a tan solo 5 kilómetros del centro de la capital riojana. El término municipal está atravesado por la carretera N-111 entre los pK 324 y 329, así como por la autopista AP-68.
El relieve del municipio está caracterizado por una zona más llana al este, en el valle del Iregua, donde se sitúa el pueblo a 436 m sobre el nivel del mar, y una zona más elevada al oeste conocida como Pico del Águila cuya cúspide es el vértice geodésico de Coronilla, a 668 m de altitud.
| Noroeste: Logroño | Norte: Logroño         | Noreste: Logroño                        |
| Oeste: Navarrete  |                        | Este: Villamediana de Iregua y Alberite |
| Suroeste Entrena  | Sur: Albelda de Iregua | Sureste: Alberite                       |

## Historia

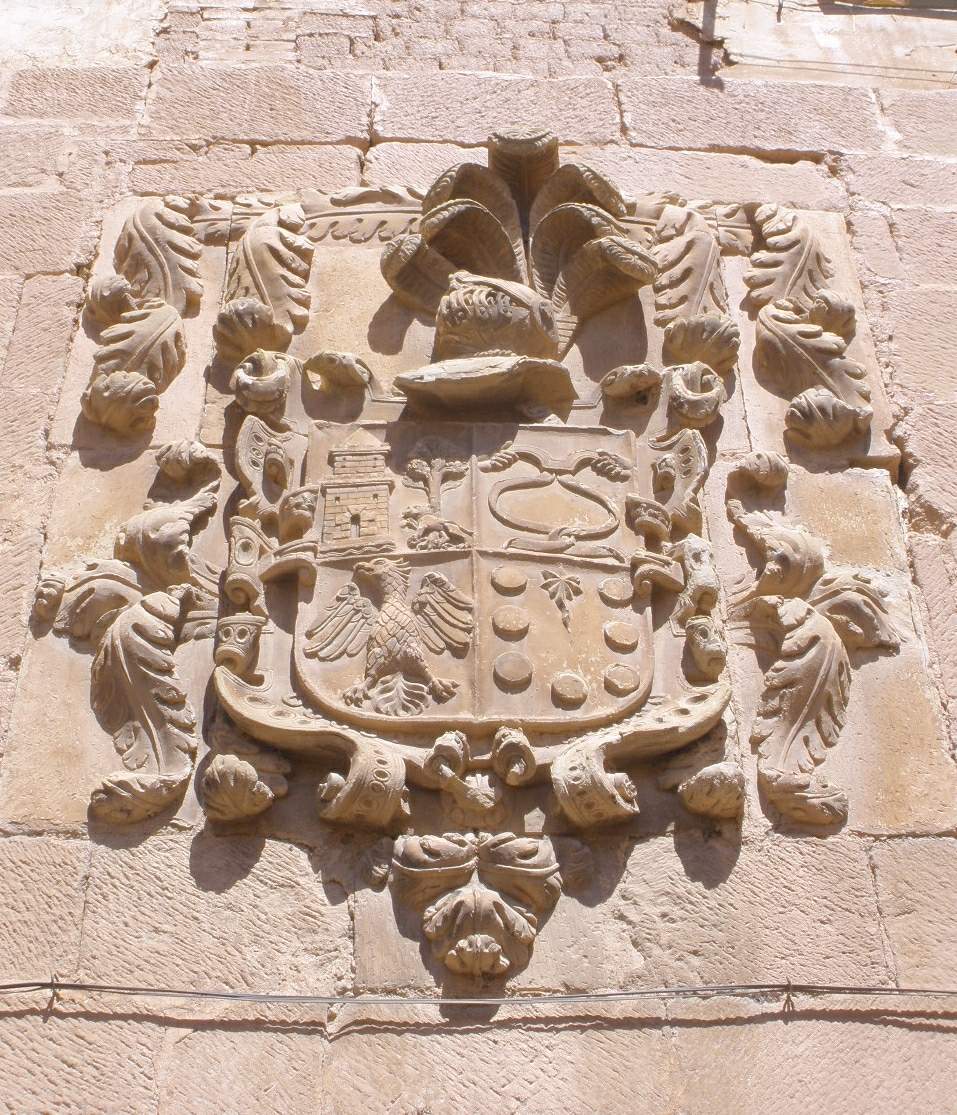

Los restos arqueológicos hallados en 1934 en el monte La Pila y en la Sala de los Moros nos hacen pensar que los primeros habitantes de la zona fueron pueblos centroeuropeos, en concreto los celtas, entre los siglos VIII y VI antes de Cristo.
Según Pascual Fernández, el nombre de Lardero deriva del latín lardarius que significa tocinero por la importancia de sus salazones en la época del Imperio romano. De esta época proceden restos de una calzada que pasaba por Lardero y las villas de San Cristóbal y Atayo despobladas en la actualidad. A comienzos del siglo XI se nombra un pueblo llamado Ladrero, que probablemente es Lardero, en el fuero dado a Nájera por Sancho el Mayor y confirmado por Alfonso VI.
En el año 1040 aparece el nombre de Lardero en la donación que hizo el primogénito del rey Sancho el Mayor, García, de una casa y heredad de Juan de Lardero a Aznar Íñiguez, en territorio del río Iregua, a cambio de un caballo. El testamento de la reina Estefanía, esposa del rey García, del año 1060. En este documento se especifica la entrega a sus hijos e hijas de distintos municipios, entre ellos Lardero y Atayo, los cuales dona a sus hijas respectivamente. En 1350 Lardero se incorporó a Logroño para evitar su despoblamiento. Contó con su primer alcalde en 1645. Alcanzó el título de villa en 1820 y se independizó de Logroño en 1834. En 1047, Munio, abad de Irache, compra varias viñas colindantes entre sí y situadas en Lardero y Torrilas, ambos en la provincia de La Rioja.
En los primeros años del siglo XVI, Lardero cumplía como cualquier quiñón ciudadano y otras localidades; albergar y mantener a las tropas que fuesen de paso, aportar soldados hasta que en 1557 Lardero no aceptan esta situación, recurriendo a la Chancillería de Valladolid.
A pesar de independizarse de la capital logroñesa sus antiguas aldeas, Lardero no siguió el mismo camino; su deseo de independencia apareció sólo de forma esporádica en 1673. 
En 1790 Lardero fue uno de los municipios fundadores de la Real Sociedad Económica de La Rioja, la cual era una de las sociedades de amigos del país creadas en el siglo XVIII conforme a los ideales de la ilustración. 
El municipio se había titulado villa en el trienio liberal, pero ya en 1834, Lardero se independiza de Logroño.

## Demografía
Lardero cuenta con una población de 11 658 habitantes (INE 2024).
| Gráfica de evolución demográfica de Lardero entre 1842 y 2021                                                       |
| |
| Población de derecho según los censos de población del INE Población de hecho según los censos de población del INE |

## Administración y política

### Gobierno municipal

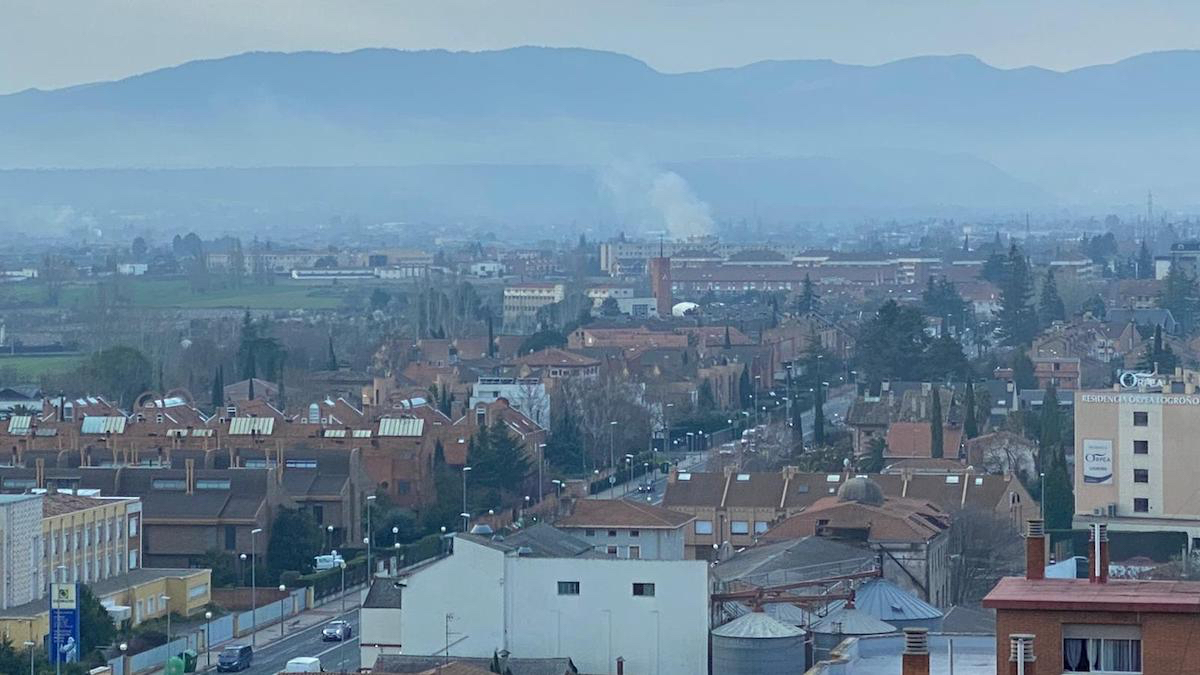
Viviendas en la avenida de Madrid

Desde las primeras elecciones democráticas se han sucedido en Larderos diferentes alcaldes de distintos partidos, siendo esta la secuencia:
| Periodo   | Nombre                     | Partido | Partido                 |
| --------- | -------------------------- | ------- | ----------------------- |
| 1979-1983 | Santiago Sáenz González    |         | Agrupación de electores |
| 1983-1987 | Jesús Pastor Marín         |         | Alianza Popular (AP)    |
| 1987-1991 | Pedro Vallejo Salazar      |         | Alianza Popular (AP)    |
| 1991-2007 | Pedro Vallejo Salazar      |         | Partido Popular (PP)    |
| 2007-2011 | José Antonio Elguea Nalda  |         | Partido Popular (PP)    |
| 2011-2019 | Juan Antonio Elguea Blanco |         | Partido Popular (PP)    |
| 2019-2023 | Manuel S. Vallejo García   |         | Partido Popular (PP)    |
| 2023-act. | Isabel Barceló Martínez    |         | Partido Popular (PP)    |

| Partido político                         | 2023  | 2023  | 2023       | 2019  | 2019  | 2019       | 2015  | 2015  | 2015       | 2011  | 2011  | 2011       | 2007  | 2007  | 2007       |
| Partido político                         | %     | Votos | Concejales | %     | Votos | Concejales | %     | Votos | Concejales | %     | Votos | Concejales | %     | Votos | Concejales |
| Partido Popular (PP)                     | 46,22 | 2445  | 10         | 32,87 | 1563  | 6          | 38,87 | 1607  | 6          | 54,15 | 2140  | 8          | 45,54 | 1683  | 6          |
| Partido Socialista Obrero Español (PSOE) | 27,66 | 1463  | 5          | 29,70 | 1412  | 6          | 30,24 | 1250  | 4          | 31,48 | 1244  | 5          | 41,56 | 1536  | 6          |
| Vox                                      | 10,77 | 570   | 2          | 4,94  | 235   | 0          | –     | –     | –          | –     | –     | –          | –     | –     | –          |
| Izquierda Unida (IU)                     | 4,10  | 217   | 0          | 6,56  | 312   | 1          | 9,41  | 389   | 1          | 3,77  | 149   | 0          | 1,65  | 61    | 0          |
| Partido Riojano (PR+)                    | 2,04  | 108   | 0          | 9,21  | 438   | 1          | 6,56  | 271   | 1          | 5,62  | 222   | 0          | 8,47  | 313   | 1          |
| Ciudadanos (CS)                          | –     | –     | –          | 15,58 | 741   | 3          | –     | –     | –          | –     | –     | –          | –     | –     | –          |
| Unión Progreso y Democracia (UPyD)       | –     | –     | –          | –     | –     | –          | 10,76 | 445   | 1          | –     | –     | –          | –     | –     | –          |

#### Evolución de la deuda viva municipal

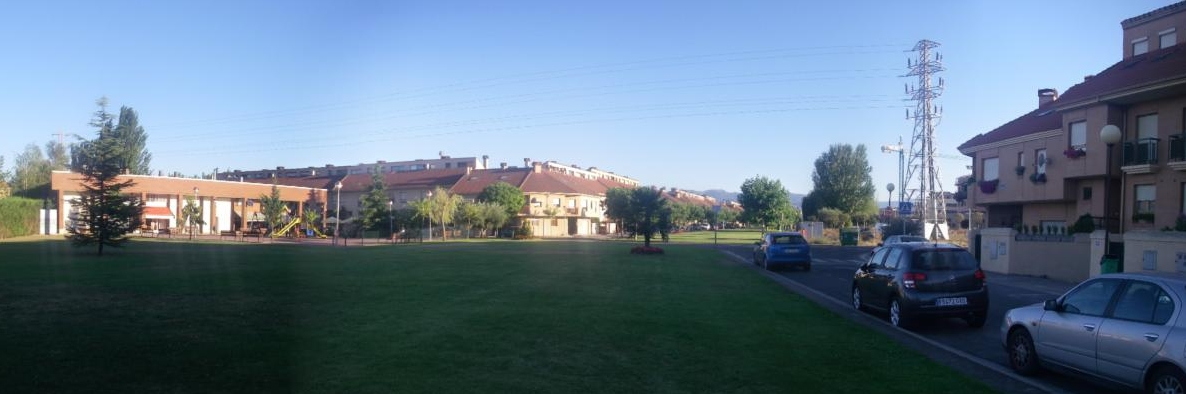
La cercanía a Logroño ha permitido el desarrollo de urbanizaciones entre Lardero y la capital riojana, como esta de Villapatro

El concepto de deuda viva contempla sólo las deudas con cajas y bancos relativas a créditos financieros, valores de renta fija y préstamos o créditos transferidos a terceros, excluyéndose, por tanto, la deuda comercial. La deuda viva municipal por habitante en 2014 ascendía a 379,11 €.
| Gráfica de evolución de la deuda viva del Ayuntamiento entre 2008 y 2023                          |
|                                                                                                   |
| Deuda viva del Ayuntamiento de Lardero, en miles de euros, según datos del Ministerio de Hacienda |

## Patrimonio

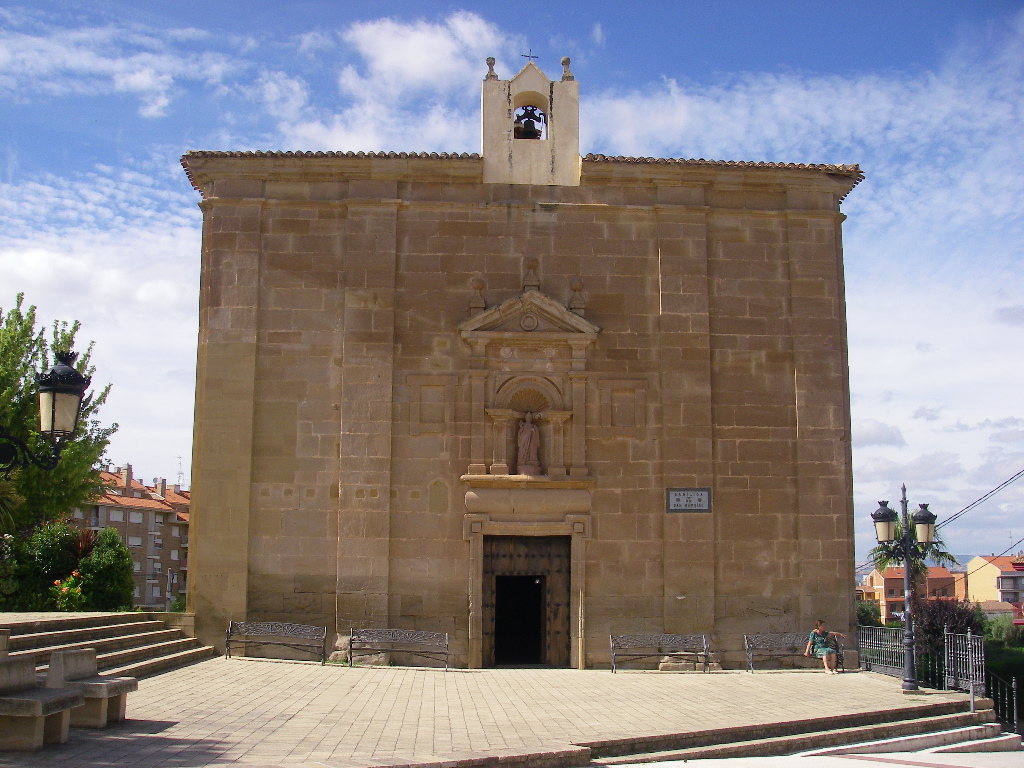
Basílica de San Marcial

### Arquitectura religiosa
- Iglesia parroquial de San Pedro. Comenzó a construirse en la primera mitad del siglo XVI. Constaba de nave central y laterales en tres tramos formando bóvedas de crucería estrellada que se sustentaban por medio de pilastras cilíndricas, cabecera cuadrangular cubierta también con bóveda de crucería y coro alto a los pies en las naves central y de la epístola. A los pies se encontraba el acceso a la iglesia probablemente por un arco de medio punto a través de la nave central y la torre (la cual tenía un aspecto similar a las de Alberite, Navarrete y también a la que existió en Albelda). En el siglo XVIII se llevaron a cabo dos obras significativas en el templo. La primera fue la reforma del presbiterio construyendo una cúpula octogonal cubierta con bóveda de paños. La segunda fue el desmontaje del coro alto, el cual estaba lastrando la estructura, y la construcción de un nuevo cuerpo que enrasara con la torre y en el cual además de instalar un nuevo coro pudieran añadirse una serie de dependencias de servicio para el templo así como un zaguán de entrada al mismo. Es una obra importante no solo por las mejoras que aportó a la iglesia, sino porque es una de las primeras apariciones del Neoclasicismo en la arquitectura riojana. La obra la realizó el arquitecto Juan Cruz de Urizar y consta de fachada de tres cuerpos de los cuales el central es el que acoge el acceso mediante un hueco adintelado y sobre el mismo una hornacina con el titular de la parroquia. A su vez la fachada se divide en 4 niveles de ventanas divididos dos a dos por una línea de imposta. El conjunto se remata con cornisa. En el siglo XIX se unificó la fachada tras la demolición de la torre y se le añadió la espadaña central que actualmente se puede observar. A mediados del siglo XIX los problemas estructurales del edificio eran ya muy graves, por lo que tuvo que desmontarse el templo por completo a excepción del cuerpo de fachada y de la cabecera. Con el material del derribo se volvieron a levantar los muros laterales abriendo al sur grandes ventanales de estilo neogótico. La iglesia pasó a tener nave única, al igual que en la actualidad. A principios del siglo XX se construye la actual torre de estilo neomudéjar. Tras el incendio sufrido en 1936 se destruyó la cúpula, que años más tarde se rehízo con una nueva forma, así como el retablo mayor, obra de Francisco Ramírez de Arellano. En el año 2000 se inauguró un nuevo retablo mayor.

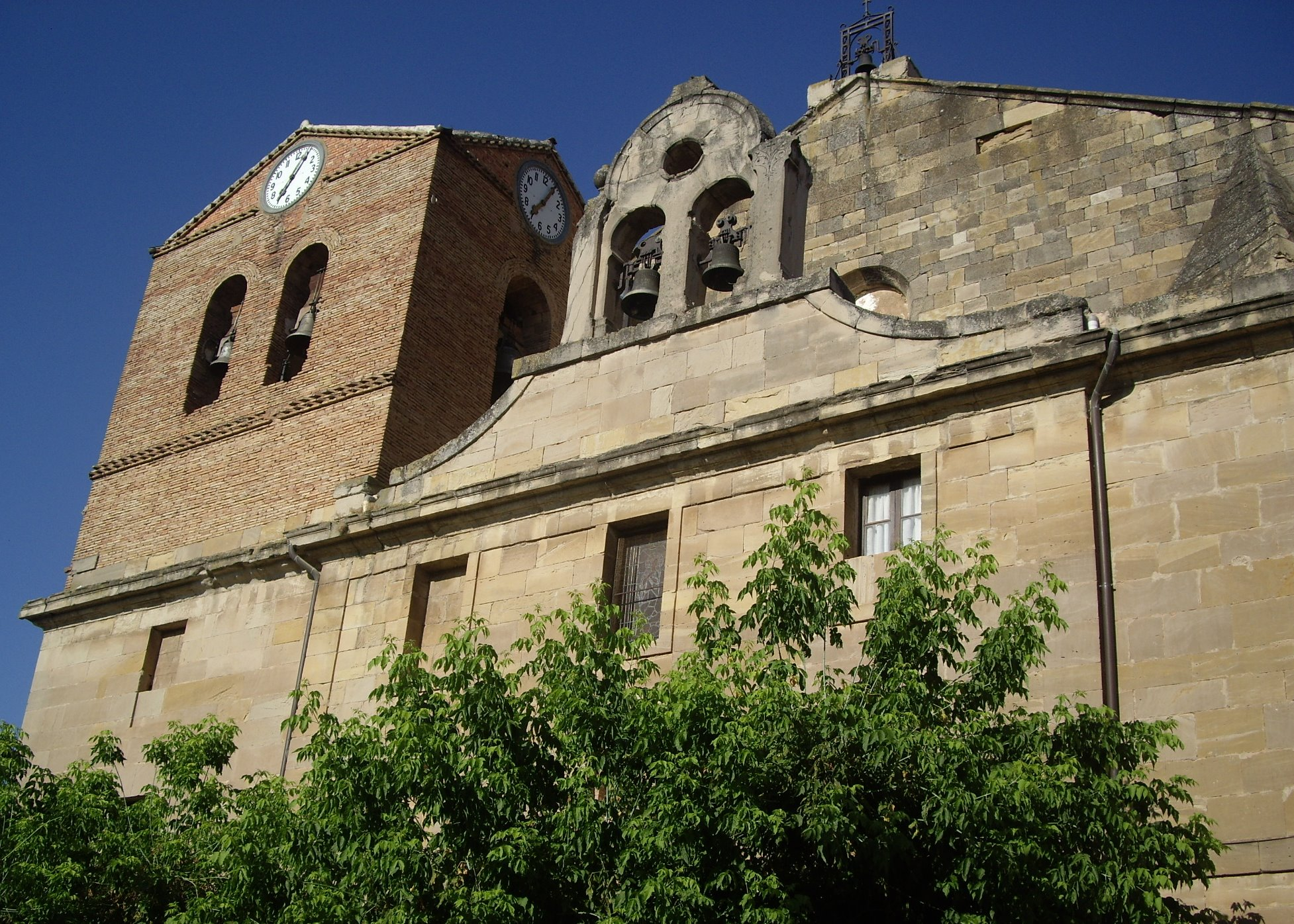
Iglesia de San Pedro

- Basílica de San Marcial. Dedicada al patrón del pueblo, fue construida hacia 1716 por Gregorio de Alzola. Consta de una sola nave cubierta en bóveda de cañón con lunetos sustentada por pilastras cruciformes y contrafuertes formando capillas laterales. Dicha nave tiene tres tramos. El principal (inmediato a la cabecera) se cubre con una magnífica cúpula con frescos de estilo Rococó, representando en las pechinas a los cuatro padres de la Iglesia. El tramo de los pies cuenta con coro alto y reja de forja del siglo XVIII bajo el mismo. La cabecera cuenta con retablo mayor rococó de tres calles con templete central donde se encuentra la imagen del santo titular (popular del siglo XVI). Tras la cabecera, se ubica la sacristía, a la que se accede por dos puertas gemelas insertas en los laterales del retablo. La portada se compone de hueco adintelado de acceso sobre el cual descansa una hornacina con el titular de la basílica acogida por dos pilastras y frontón con tres bolas sobre él.

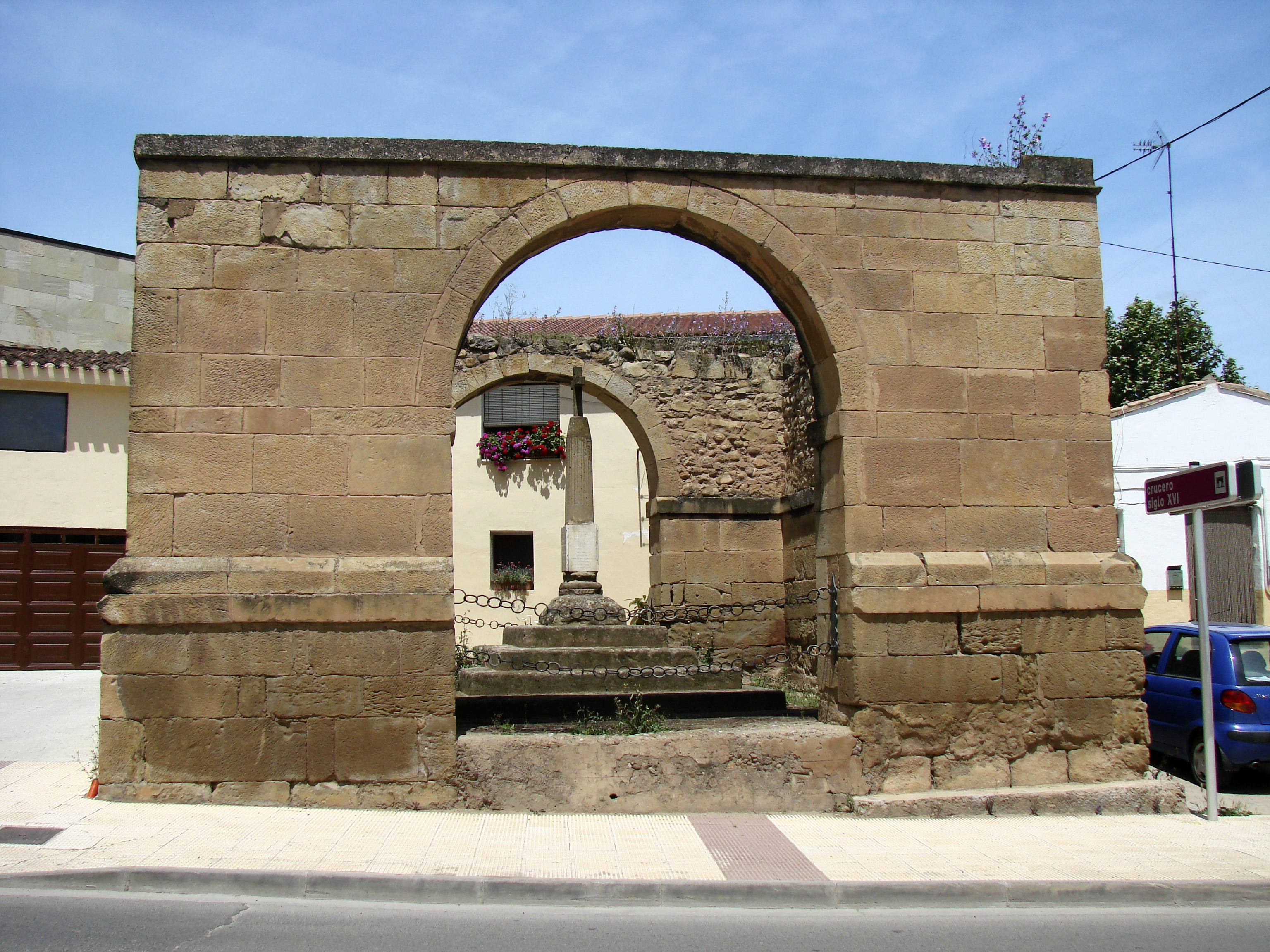
Crucero con templete

- Crucero con templete. Popularmente conocido como El Cristo, se trata de un humilladero construido en el siglo XVI con piedra de sillería. Es de planta cuadrada y está formado por cuatro arcos de medio punto. Estuvo cubierto en su origen. En el centro del mismo se encontraba una columna estriada que probablemente contó con un crucifijo en piedra. La columna actualmente se encuentra en la Basílica y tiene un escudo que probablemente pudo pertenecer a una familia importante de Lardero. En la actualidad dicho escudo se utiliza como emblema de la villa.

### Arquitectura civil

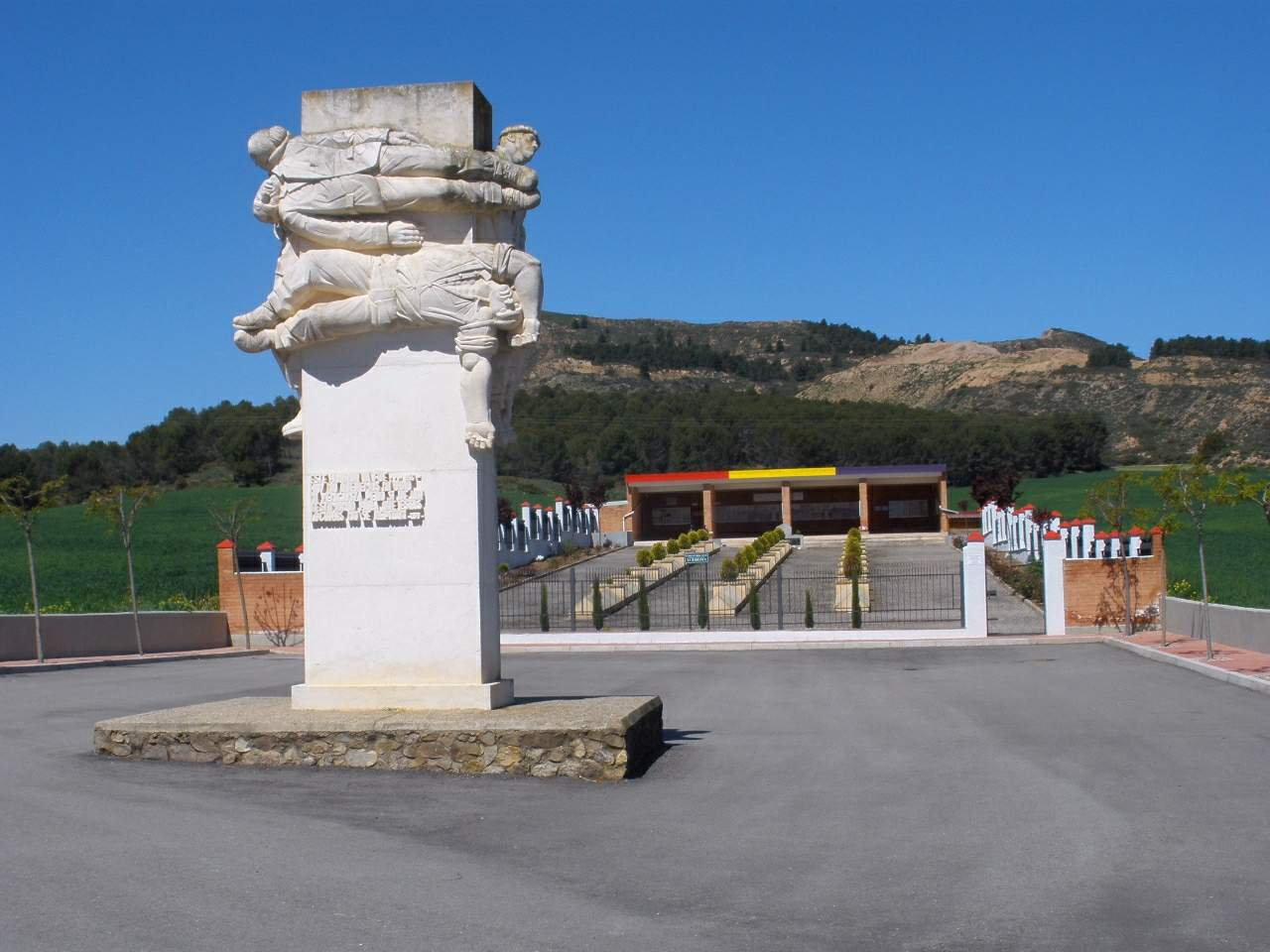
Cementerio Civil La Barranca

- Cementerio Civil de La Barranca. Está situado en la carretera hacia Entrena. En este cementerio existía una fosa común donde fueron enterrados muchos de los asesinados en la comarca por los franquistas a instancias del general Emilio Mola en los inicios de la guerra civil española, debido a que el Cementerio de Logroño no tenía suficiente capacidad para acoger tantos cuerpos de fusilados. Con el paso de los años, las viudas (conocidas como las mujeres de negro) acudían todos los años al lugar a visitar a sus difuntos. Tras la muerte del dictador Francisco Franco comienzan los trámites para conseguir que se les de un enterramiento digno a los que allí descansaban. En 1979 se exhuman los cadáveres y se construye un cementerio civil en memoria de las víctimas, en el que destaca el monumento erigido por el escultor logroñés Alejandro Rubio Dalmati y las estatuas que recuerdan a esas mujeres que año tras año acudían a visitar a sus familiares.

## Cultura

### Fiestas
- Los quintos (5 de enero y 6 de enero): El origen de los quintos se remonta a la despedida que los amigos hacían antes de marcharse al servicio militar. Aun cuando ya la mili no existe esta tradición se sigue manteniendo. Todo comienza a mediados de septiembre, cuando los jóvenes con 18 años se reúnen cada fin de semana en las bodegas para cenar, tirar cohetes. Durante estas reuniones se va organizando la auténtica fiesta, que se inicia el día cinco de enero. Los quintos, vestidos para la ocasión con un jersey, gabardina y pañuelo, acompañan a la cabalgata de los Reyes Magos acompañados de antorchas. Llegados a la plaza Mayor se reúnen en torno a una montaña de leña que prenden con las antorchas. La charanga los Marchosos y todo el pueblo les acompaña en esta hazaña. Unas horas después todas las cuadrillas se reúnen por quintadas para cenar e ir posteriormente a la fiesta que los quintos de ese año organizan en un local. Al día siguiente, con mucha pólvora ya quemada y alguna que otra copa de más, se preparan para recorrer el pueblo visitando a cada una de las quintas y cantándoles una canción compuesta por los hombres. Después en la plaza del pueblo son las mujeres las encargadas de cantarles a ellos. Las canciones siempre tienen la misma entonación, y suelen tener letras un tanto personales, un tanto pícaras. Esta celebración se repite a los 25 años de haber tirado la quintada, es decir con 46 años, celebrando así las Bodas de plata. Los quintos viejos, como son llamados popularmente celebran la quintada durante el mes de febrero y marzo, cumpliendo con toda la tradición anterior. Aunque podría parecer que están demasiado achacosos para seguir el ritmo vertiginoso de los días de quintos, todos los mayores aseguran pasárselo mejor a los 46 que a los 18.
- El día de mayo (1 de mayo)
- San Isidro Labrador (15 de mayo)Escultura de San Marcial

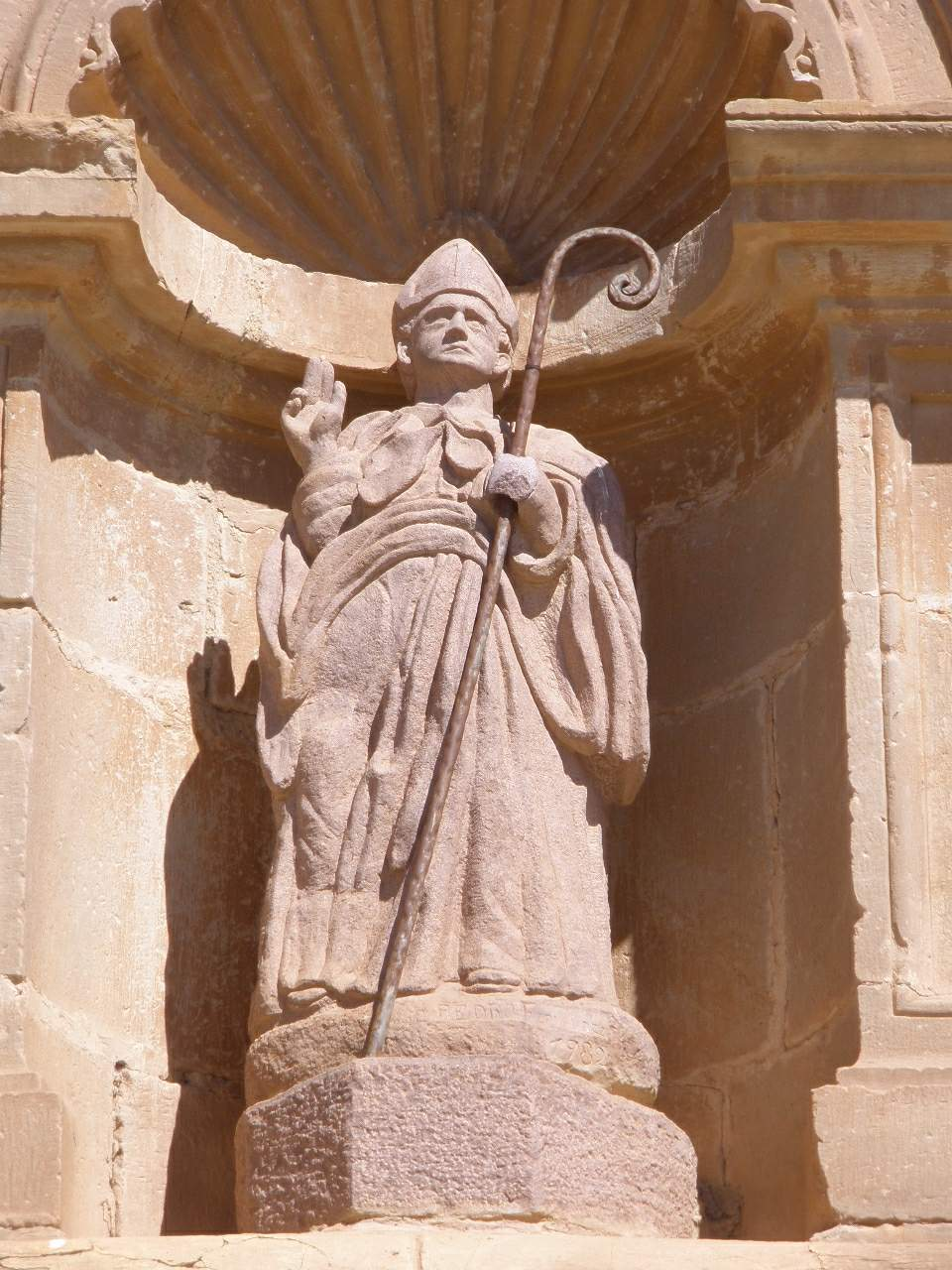
Escultura de San Marcial

- San Pedro y San Marcial (29 y 30 de junio): Esta es la fiesta más importante, durante una semana se celebran actos en honor de San Pedro y San Marcial. Actos como el chupinazo que indica el inicio de las fiestas, las numerosas degustaciones como las migas, o el picadillo con huevos, los bailarines de San Marcial, y la recogida de borrachos son actos muy populares.
- Acción de Gracias: La fiesta de Acción de Gracias se celebra en el fin de semana más cercano al 12 de octubre.
- Navidad: En la última semana del año se celebra en el polideportivo municipal un torneo de fútbol sala para distintas categorías desde prebenjamín hasta infantil.
- Nochevieja: Desde 2007, cada 31 de diciembre se celebra una San Silvestre. Tiene categoría infantil y mayores (categoría absoluta). La recaudación por inscripciones se destina a la ONG que cada año se decide.

### Deportes
El Club Deportivo San Marcial es el club de fútbol de la ciudad, también se encuentra la Asociación Deportiva Lardero.